# Kaminoyama
Kaminoyama (jap. 上山市, -shi) ist eine Stadt in der Präfektur Yamagata in Japan.

## Geographie
Kaminoyama liegt südlich von Yamagata und nördlich von Yonezawa.

## Geschichte
Kaminoyama ist eine alte Burgstadt, in der zuletzt ein Zweig der Fujii-Matsudaira mit einem Einkommen von 30.000 Koku bis 1868 residierten. Reste der Burg Kaminoyama sind erhalten.
Seit 1. Oktober 1954 ist Kaminoyama kreisfreie Stadt.

## Sehenswürdigkeiten
- Kaminoyama-Onsen (Heiße Quelle)
- Lina World

## Verkehr
- Zug:
  - JR Yamagata-Shinkansen: Bahnhof Kaminoyama-Onsen, nach Fukushima oder Shinjo
  - JR Ōu-Hauptlinie
- Straßen:
  - Tōhoku-Chūō-Autobahn: Abfahrt Yamagata-Kaminoyama
  - Nationalstraße 13
  - Nationalstraße 458

## Angrenzende Städte und Gemeinden

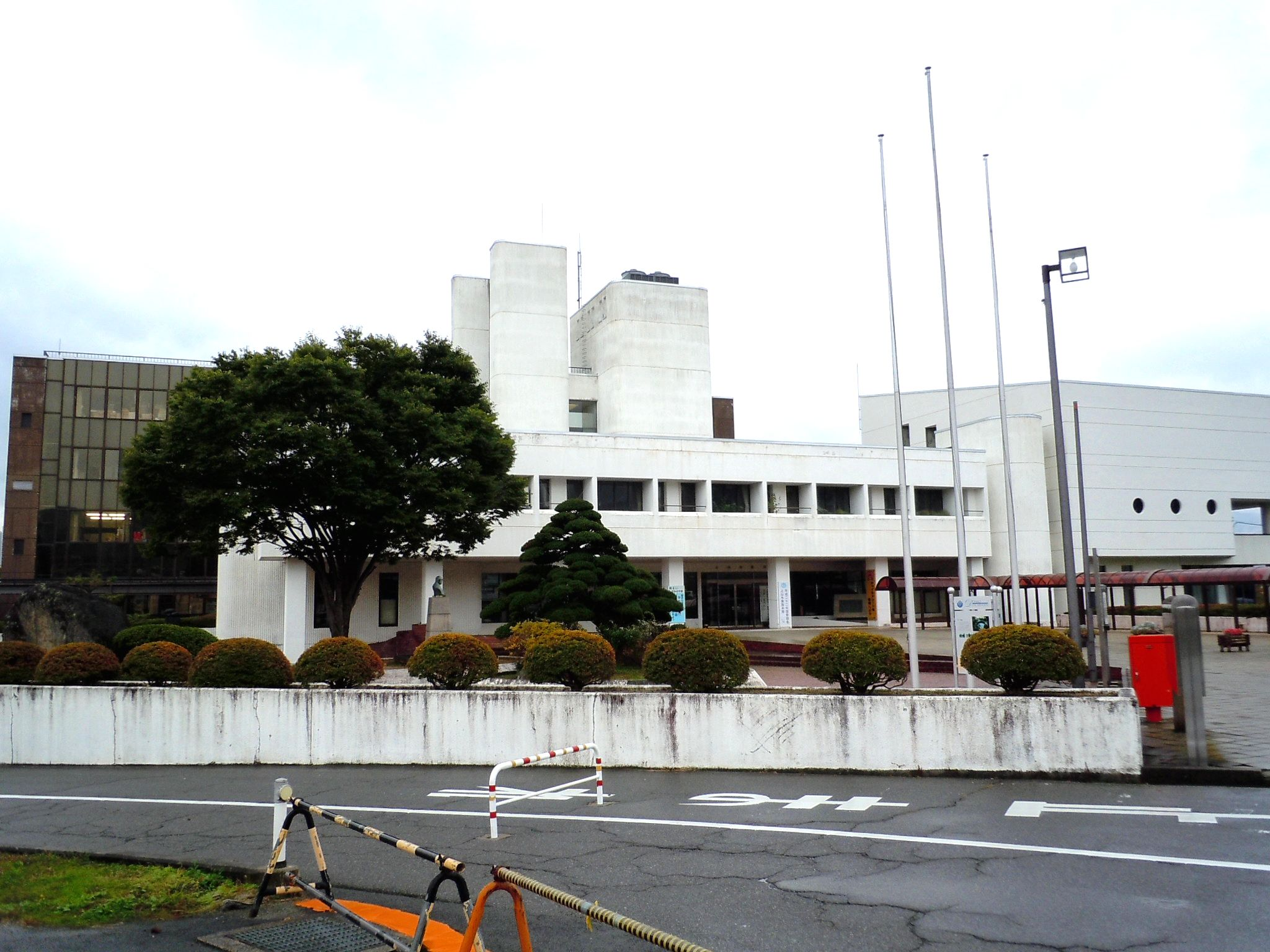
Rathaus

- Präfektur Yamagata
  - Yamagata
  - Nan’yō
  - Takahata
- Präfektur Miyagi
  - Shichikashuku
  - Kawasaki

## Persönlichkeiten
- Riku Handa (* 2002), Fußballspieler